# 楽只美術館
楽只美術館（らくしびじゅつかん）は、愛知県名古屋市東区にある美術館である。

## 概要
茶道松尾流家元の寄贈に基づき開設された美術館で、1987年（昭和62年）に開館。
松尾家伝来の茶道具を中心に、この地方に関わりの深い美術工芸品なども展示公開している。
当館の敷地面積は585.66m2、建物は鉄筋コンクリート造2階建てで、延床面積は418m2、展示室のほか、収蔵庫や集会室、図書室などを備えている。

## 利用案内
- 開館時間 - 10:00 - 16:00
- 休館日 - 月曜日、展示替期間
- 入館料 - 300円

## 交通アクセス
- 名古屋市営地下鉄名城線・桜通線「久屋大通駅」から徒歩約5分[3]。